# Häxprocessen i Doruchow
Häxprocessen i Doruchow utspelade sig i byn Doruchow i Polen år 1783 och ledde till avrättningen av sex personer för trolldom. Det var en av de mest berömda häxprocesserna i Polen, och det var även den sista stora häxprocessen i detta land och även i Europa som helhet. 
Denna häxprocess har ofta uppgetts utspela sig år 1775, då den ska ha lett till avrättningen av 14 personer och lett till en lagändring som förbjöd häxprocesser i Polen. Enligt denna version bad innevånarna i Doruchow myndigheterna i staden Grabów nad Prosną att stoppa processen. Häxprocessen iscensattes efter att ett antal kvinnor från byn hade anklagats för att ha förorsakat en sjukdom hos en lokal adelsmans fru med hjälp av magi. Lokala domstolar hade 1768 förbjudits att hantera trolldomsmål. Domstolen i Grabów skötte då rättegången och dömde 14 personer som skyldiga och avrättade dem. Tre av kvinnorna ska ha avlidit av tortyren, medan elva brändes på bål. Detta fall ledde då till avskaffandet av häxprocesser och tortyr. Moderna historiker har dock endast lyckats bekräfta avrättningen av sex personer, inte fjorton; rättegången skedde troligen 1783 i stället för 1775, och det råder oklarhet om huruvida processen skedde så som beskrivs och om den hade någon effekt på lagen.
År 1793 inträffade den sista häxprocessen i det självständiga Polen då en domare i Poznań tog det rättsligt oklara läget under delningen av Polen som förevändning att ignorera lagförbudet mot häxprocesser och lät döma och bränna två kvinnor med inflammerade ögon, som anklagades för att ha förhäxat sina grannars boskap. År 1811 avrättades Barbara Zdunk i det då preussisk-kontrollerade Polen.